# Abipones
Los abipones fueron una etnia amerindia del conjunto pámpido y de la familia lingüística de los guaicurúes, estrechamente emparentados con tobas, mocovíes, pilagaes, payaguaes y mbayaes. También fueron conocidos (del mismo modo que los tobas) como los frentones debido a la manera de rasurarse el cabello hasta la mitad de la cabeza. Su lengua formó parte de la familia lingüística mataco-guaicurú, guardando una mayor cercanía con el idioma mocoví.

## Características

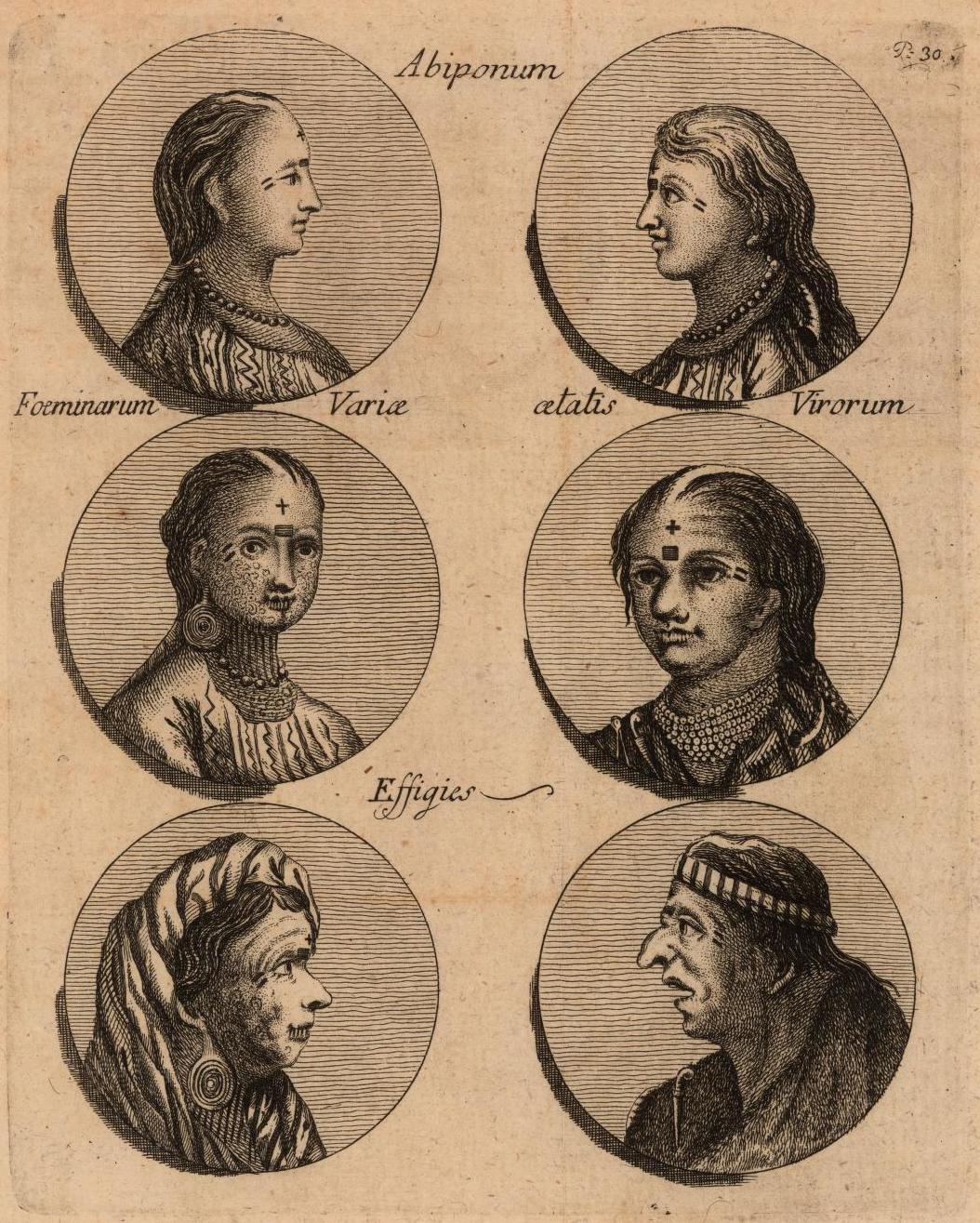
Hombres, mujeres y ancianos abipones, 1784.

Los abipones vivían de la caza, la pesca y la recolección de frutos. Recorrían largas distancias ya que al ser nómadas dependían de lo que la naturaleza les proporcionaba. Habitaban la región del Gran Chaco, en especial el territorio en la ribera septentrional del río Bermejo hasta el arroyo Malabrigo por el sur. Eran expertos guerreros, que adoptaron rápidamente el caballo llevado por los conquistadores y resistieron la ocupación del Chaco durante siglos. Inicialmente parecen haber habitado la zona del Chaco Boreal próxima a los ríos Paraguay y Pilcomayo, por lo que habrían sido en esas épocas confundidos con los payaguás. A finales del siglo XVII, ante la presión conjunta de los conquistadores españoles y de los guaraníes, migraron hacia el sur y se asentaron sobre la ribera del río Paraná, en la actual provincia argentina de Santa Fe, avanzando también por algunas zonas de Santiago del Estero (este), Córdoba (extremo noreste) e incluso Corrientes (zona aledaña al río Paraná). En 1640 derrotaron a los mataraes y desde entonces dominaron sin grandes dificultades sobre otros indígenas chaqueños.
Como la mayoría de los pámpidos, eran de elevadas tallas (alrededor de 1,80 m en los varones), nariz aguileña, robustos y atezados.

## Reducciones jesuitas

### Reducción de San Jerónimo del Rey
El 1 de octubre de 1748 fue fundada la reducción jesuita de San Jerónimo del Rey en el paraje denominado "Arroyo del Rey", donde hoy está emplazada la ciudad de Reconquista. Fue establecida con casi 300 abipones de las bandas de los caciques Reregnaqui, Alaikin, Kuebachin e Ychoalay (bautizado con el nombre de José Antonio Benavides) luego de la Paz de Añapiré con el teniente de gobernador de Santa Fe, Francisco de Echagüe y Andía. Los primeros misioneros fueron los padres Horbegozo, Cardiel y Nabalón. Luego de la fundación de la reducción (pequeño asentamiento a cargo de curas jesuitas), los abipones fueron adoptando la cosmovisión europea; sin embargo, los ancianos se reservaron a conservar sus pautas culturales, ya que no se bautizaron ni aprendieron el idioma español. La reducción de San Jerónimo del Rey fue trasladada a la orilla opuesta en 1760 y al ser expulsados los jesuitas en 1768 contaba con 823 abipones reducidos.

Los sacerdotes Pedriel, Brigniel y Martín Dobrizhoffer fueron los pioneros en tratar de occidentalizar a este grupo, caracterizado por su resistencia al europeo. Gran parte del conocimiento disponible sobre la cultura de los abipones se debe al jesuita Dobrizhoffer, quien vivió en San Jerónimo del Rey a comienzos del siglo XVIII y dejó escrito un tratado, De Abiponibus (editado en Viena en 1784), fuente de rica información etnográfica acerca de su modo de vida. Dobrizhoffer señaló que una de las condiciones que pusieron para reducirse fue la de que solo los jóvenes se convertirían al cristianismo.

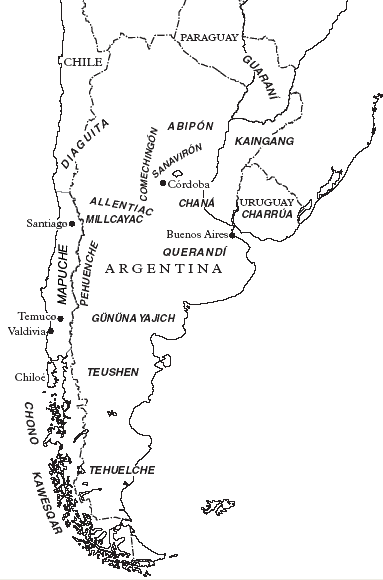
Distribución aproximada de lenguas en el extremo meridional de Sudamérica en tiempos de la Conquista.

Según Dobrizhoffer, los abipones estaban divididos en tres grupos: los rükahes o riucajes en las llanuras, los nakaigetergehes o nacaigueterguejes en los claros de los bosques y los yaaucanigas o jaucanigas en las zonas bajas (de humedales) cercanas a los ríos. Según Dobrizhoffer, los españoles diezmaron a los yaaucanigas en el siglo XVII y sus sobrevivientes se unieron con los abipones, olvidando su idioma con el paso del tiempo.

### Reducción de Purísima Concepción de Abipones
En 1749 se estableció la reducción abipona de la Purísima Concepción de Abipones en la ribera norte del río Bermejo. Con la intención de proteger a la ciudad de Santiago del Estero, el 28 de febrero de 1750 el jesuita José Sánchez la trasladó a las costas del río Salado en el actual departamento Quebrachos en el sur de la provincia de Santiago del Estero. Al ser expulsados los jesuitas en 1768 tenía 400 abipones reducidos.

### Reducción de San Fernando del Río Negro
La reducción de San Fernando del Río Negro fue fundada por los jesuitas el 20 de mayo de 1750 en la ubicación de la actual ciudad de Resistencia, con abipones de la banda de los jaucanigas del cacique Ñaré Alaiquin. La reducción tuvo como primer corregidor al cacique Naré y en 1753 llegó a contar con 679 abipones. Fue impulsada por el teniente de gobernador de la ciudad de Corrientes Nicolás Patrón para proteger a la ciudad. Hacia 1753 tenía 679 abipones reducidos. Los franciscanos la tomaron a su cargo al ser expulsados los jesuitas en 1768, pero fue abandonada en 1773.

### Reducción de Santo Rosario y San Carlos del Timbó
La reducción jesuita de Santo Rosario y San Carlos del Timbó fue fundada el 24 de noviembre de 1763 luego del acuerdo de paz del gobernador del Paraguay José Martínez Fontes con el cacique Guachichi de los abipones del Bermejo. Fue fundada en el lugar en donde hoy se encuentra la población de Herradura en la provincia de Formosa e inicialmente estuvo a cargo de Martín Dobrizhoffer. Fue atacada por tobas y mocovíes.
A Dobrizhoffer le sucedieron el padre Gerónimo Rejón y el jesuita austriaco Joseph Brigniel (1699-1770), a veces escrito Josef o José Briegniel), quien describió la lengua de los abipones en un diccionario y una gramática y dibujó un mapa de sus tierras. Su obra sobre los abipones fue publicada en 1896 por Samuel Lafone Quevedo en el Boletín de la Academia Nacional de Ciencias, número 15, Buenos Aires. Hacia 1767 tenía 350 abipones reducidos. Por la expulsión jesuita de 1768 fue encargado de la misión el padre Lorenzo de la Torre, asistido por un destacamento de soldados, pero pronto fue abandonada.

## Establecimiento en Corrientes y Santa Fe
Tras la expulsión de los jesuitas en 1768, las reducciones abiponas se fueron despoblando hasta desaparecer la última, San Jerónimo del Rey, en 1818. Sus habitantes, amenazados por los mocovíes, pasaron en masa a la provincia de Corrientes, una tradicional enemiga de los abipones.
Su difícil relación con los pobladores correntinos se resolvió mediante un tratado de paz firmado entre el gobernador de Corrientes, coronel Pedro Ferré, y los caciques abipones José Benavídez y Francisco Sira en 1824, tras lo cual se establecieron formalmente muchos abipones en territorio correntino, fundiéndose con los pobladores de esa provincia.
El gobernador de Santa Fe brigadier Estanislao López, conocedor de que se había producido disensiones entre los abipones de Corrientes, propuso a los caciques Patricio Ríos y Agustín Crespo que se redujesen en la provincia de Santa Fe. En 1825 el general López finalmente fundó la Reducción de San Jerónimo del Sauce, en el lugar llamado El Sauce, donde ya había un fortín y una posta en el camino entre Santa Fe y Córdoba. Para defender Santa Fe se formó con los abipones de El Sauce el escuadrón de los Lanceros del Sauce. En 1869 fue asesinado el coronel abipón de los Lanceros del Sauce Nicolás Denis. Allí se produjo el acriollamiento y pérdida definitiva de la identidad abipona, confundiéndose los descendientes de los pobladores de esta reducción con los criollos santafesinos. Rodeadas de colonias agrícolas extranjeras, la antigua reducción pasó al clero secular en 1874, aunque en forma efectiva sólo a partir de 1886.

## Desaparición de los abipones
Hacia la mitad del siglo XIX todavía quedaban grupos abipones en el norte de Santa Fe y posiblemente se los encontraba aún a finales de ese siglo, de modo que Charles Darwin pudo hacer referencia escrita de ellos en With the Abipones (Con los Abipones), señalando que practicaban el infanticidio. Absorbidos paulatinamente y diezmados en los enfrentamientos armados, hoy se los considera extintos, pero según algunas fuentes, en la actualidad se pueden encontrar descendientes —con el nombre de "collages"— en el sureste de Formosa. Familias aisladas descendientes de abipones existen en la provincia de Santa Fe viviendo entre los mocovíes, aunque no han restablecido su identidad cultural como pueblo abipón.